# Jan Matusiak
Jan Matusiak (ur. 6 marca 1938 w Męckiej Woli, zm. 18 lutego 2019) – polski polityk, poseł na Sejm PRL IX kadencji.

## Życiorys
Ukończył Technikum Włókiennicze, uzyskując wykształcenie średnie i zawód technika włókiennika. Od 1959 do 1961 pracował w Kopalni Węgla Kamiennego „Bobrek” w Bytomiu, a następnie w Zakładach Przemysłu Dziewiarskiego „Sira” (jako mistrz wykańczalni). W 1968 wstąpił do Polskiej Zjednoczonej Partii Robotniczej, w której pełnił później funkcję sekretarza komitetu zakładowego w Urzędzie Miasta w Zduńskiej Woli. Sekretarz komitetu zakładowego PZPR w Urzędzie Miasta w Zduńskiej Woli. Członek Towarzystwa Przyjaźni Polsko-Radzieckiej i Patriotycznego Ruchu Odrodzenia Narodowego. W latach 1985–1989 pełnił mandat posła na Sejm PRL IX kadencji okręgu Sieradz, zasiadając w Komisji Polityki Społecznej, Zdrowia i Kultury Fizycznej. Otrzymał Srebrny Krzyż Zasługi.